# Hassan Dahir Aweys
 (août 2007).
Si vous disposez d'ouvrages ou d'articles de référence ou si vous connaissez des sites web de qualité traitant du thème abordé ici, merci de compléter l'article en donnant les références utiles à sa vérifiabilité et en les liant à la section « Notes et références ».
Le cheikh Hassan Dahir Aweys (né en 1935 ou 1945) est un homme politique islamiste somalien, ancien colonel des Forces armées somaliennes durant la Guerre de l'Ogaden contre l'Éthiopie. Il fut le leader de l'Union des tribunaux islamiques et donc (de fait) le dirigeant de la majeure partie méridionale de la Somalie durant la seconde moitié de l'année 2006.
Il est de la tribu Hawiyé et du clan Haber Guedir.